# 奥尔扎农业
奥尔扎农业（羅馬化：Olzha Argo），哈萨克斯坦农业公司，主要向乌兹别克斯坦、塔吉克斯坦、阿富汗、伊朗、俄罗斯和中国出口谷物和油籽。
奥尔扎农业公司总共经营有84万公顷土地，其中约55万公顷用于农作物生产。管理有10个农业企业，8个谷物升降机，2个商业奶牛场，一个牛奶加工厂，以及从事物流、贸易和农业机械维修的服务企业。